# زالاتا
زالاتا (به مجاری:  Zaláta) یک منطقهٔ مسکونی در مجارستان است که در ناحیه شیه واقع شده‌است.